# Wolfgang J. Bittner

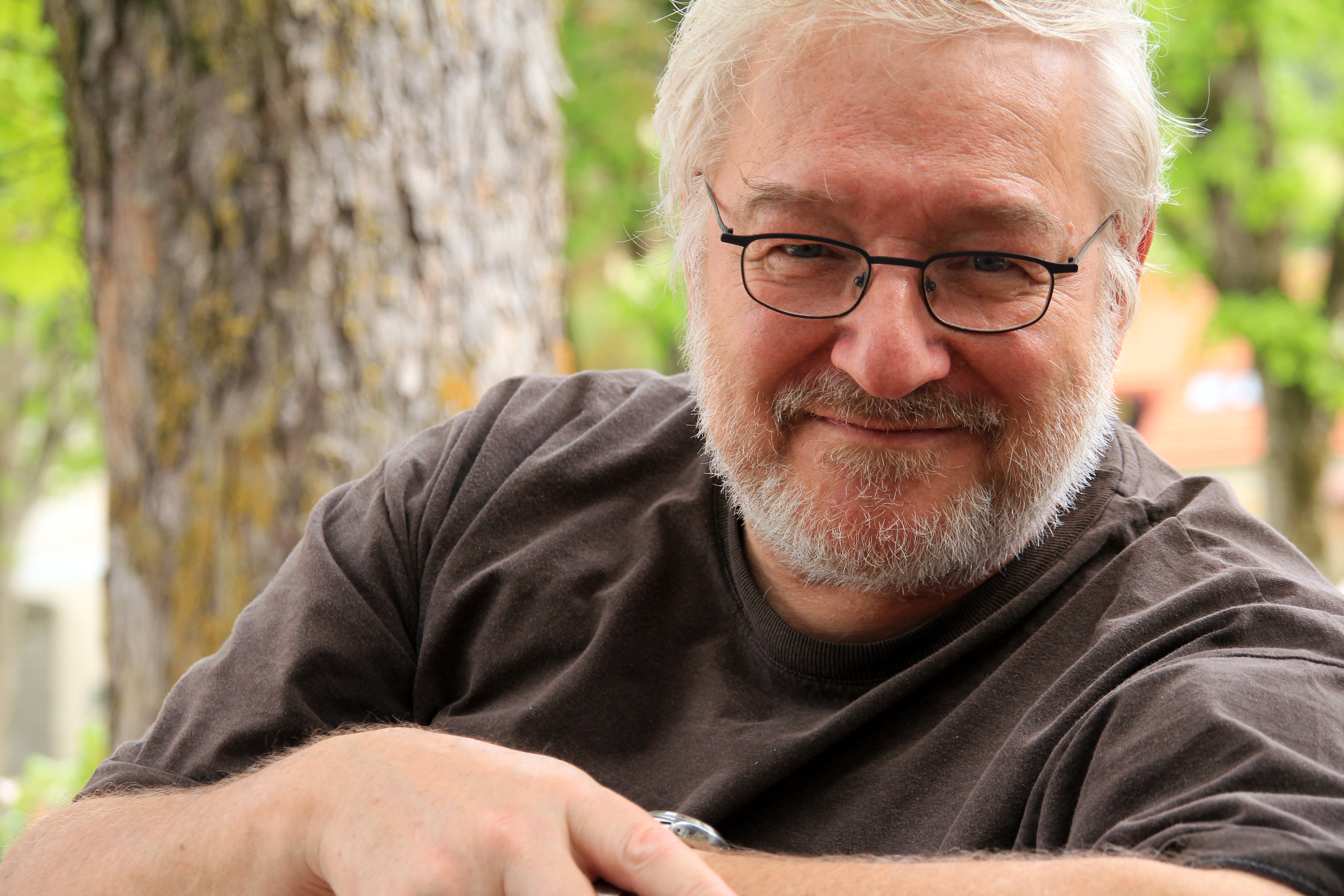
Wolfgang Bittner (2012)

Wolfgang J. Bittner (* 17. November 1947 in Graz) ist ein evangelisch-reformierter Theologe, Pfarrer, Referent und Buchautor mit Schwerpunkt in biblisch-christlicher Spiritualität.

## Leben
Bittner wurde am 17. November 1947 in Graz geboren, wo er auch seine ersten Jahre verbrachte. Später wuchs er in Bruck an der Mur in der Steiermark auf. Nach Grund-, Haupt- und Handelsschule war er fünf Jahre lang Angestellter in einem Reisebüro. 1968 zog er für eine dreijährige Diakonen-Ausbildung in die Schweiz. Nach zwei Jahren als Gemeindediakon wurde er 1973 Dozent für biblische Theologie in Aarau (Schweiz). Ab 1978 holte er das Abitur, die Maturität, nach und studierte Theologie auf dem zweiten Bildungsweg an der Kirchlich-Theologischen Schule und an der Universität Basel.
1985 bis 1991 hatte er ein evangelisch-reformiertes Pfarramt im Kanton Aargau (Schweiz) inne und doktorierte 1987 an der Universität Basel im Fach Neues Testament bei Markus Barth. Ab 1991 arbeitete er wissenschaftlich weiter an der Universität Bern und an der Universität Basel. Seit 1997 ist er freiberuflich in der Schweiz und in Deutschland tätig. Seit 1999 ist er teilzeitlich als Studienleiter der Fritz Blanke-Gesellschaft in Zürich angestellt. 2003 bis 2010 war er daneben teilzeitlich Beauftragter für Spiritualität der Evangelischen Kirche Berlin-Brandenburg-schlesische Oberlausitz und 2010 bis 2011 in derselben Funktion im Kirchenkreis Berlin Stadtmitte. In den Jahren 2006 bis 2011 hatte er einen Lehrauftrag für christliche Spiritualität an der Freien Universität Berlin sowie an der Humboldt-Universität Berlin.
Bittner publizierte Beiträge zur Frage der Kirche in der Zukunft (Kirche – Wo bist du?; Kirche, das sind wir!). Daneben ist er Referent im Bereich der biblisch-christlichen Spiritualität. Er ist davon überzeugt, dass die christliche Tradition eine Vielfalt geistlicher Wege zur Gestaltung der je eigenen Spiritualität kennt: biblische Betrachtung, Schweigegebet, Kontemplation, Herzens- und Jesusgebet und andere mehr. Diese Formen gibt er in seinen Kursen weiter. Außerdem kombiniert er Kenntnisse der Bibel, der hebräischen Sprachgestalt und der damaligen jüdischen Umwelt mit der Lebenssituation der Menschen von heute. Er leitet Menschen zu biblischer Meditation an, damit sie befähigt werden, selbständig auf Gott zu hören. Wichtig ist ihm die Verbindung von biblischer Betrachtung und Kontemplation, der Lectio divina. So setzt er sich dafür ein, die Scala claustralium von Guigo II. im evangelischen Bereich bekannt zu machen und mit vertiefenden, einfachen Übungen für die heutige Praxis weiterzuentwickeln. In einzelnen Studientagen führt er in einzelne Themen der Vielfalt christlicher Theologie ein: biblische Apokalyptik; wie hat Jesus seinen Weg erkannt?; Sterben, Begräbnis, Tod und Auferstehung; die Bedeutung hebräischer Wirklichkeits-Auffassung für das christliche Denken; wie spricht die Bibel über das Geheimnis des Bösen?; unsere Gebetspraxis und unser Gottesbild.
Neben Einkehrwochenenden und Einkehrwochen, Vorträgen, Oasentagen und Seminaren in Deutschland, in der Schweiz und in Österreich leitet er seit 2006 zusammen mit Traudl Priller von der Communität Koinonia im Namen der EKBO (Evangelische Kirche Berlin-Brandenburg-schlesische Oberlausitz) eine anerkannte dreijährige berufsbegleitende Ausbildung zur/zum Meditationsleiterin/Meditationsleiter.
Auf Bittners Initiative hin bildete sich 2011 das Netzwerk christliche Spiritualität. Anliegen des Netzwerkes ist die Klärung, was unter christlicher Spiritualität in der Unterscheidung zu anderen Spiritualitäten verstanden werden kann. Ein verantwortlicher Dialog mit heute vertretenen spirituellen Ansätzen – sowohl mit christlichen wie mit interreligiösen – setzt die Klärung der eigenen Position voraus. Diesem Anliegen dient die Formulierung von sieben Grundsätzen, die für eine christliche Spiritualität unaufgebbar erscheinen. Sie wurden aufgrund eines Entwurfes von Bittner von einem Arbeitskreis intensiv diskutiert, endgültig formuliert und seither zur Diskussion gestellt. Inzwischen haben einige Kreise wie der Evangelische Kirchenkreis Berlin-Stadtmitte und Kirchen wie die Evangelische Kirche Berlin-Brandenburg-schlesische Oberlausitz (EKBO) diese sieben Grundsätze übernommen.
Seit 2001 ist er in zweiter Ehe mit der Berliner Pfarrerin Ulrike Bittner verheiratet und lebt – nach einer Zeit in Eisenhüttenstadt 2001 bis 2008 – in Liestal bei Basel und in Berlin. Aus erster Ehe hat er drei erwachsene Kinder. Seit 2002 gehört er zur evangelischen Geschwisterschaft Koinonia.

## Schriften (Auswahl)

### Als Alleinautor
- Jesu Zeichen im Johannesevangelium. Die Messias-Erkenntnis im Johannesevangelium vor ihrem jüdischen Hintergrund (= Wissenschaftliche Untersuchungen zum Neuen Testament 26), Mohr Siebeck, Tübingen 1987, ISBN 978-3-16-145186-7
- Bist du es Gott? Liebe, Leid, Ungerechtigkeit – Biblische Steine auf dem Weg durch unsere Zeit. Neufeld, Schwarzenfeld 2007 (4. Auflage) ISBN 978-3-937896-44-1
- Heilung Zeichen der Herrschaft Gottes. Neufeld, Schwarzenfeld 2007 (4. Auflage) ISBN 978-3-937896-50-2
- Kirche: Wo bist du? Theologischer Verlag Zürich TVZ, Zürich 1995 (2. Auflage)
- Kirche: Das sind wir! Von der Betreuungskirche zur Beteiligungskirche. Aussaat-Verlag, Neukirchen 2006 (3. Auflage)
- Alles spricht dafür. Mit Gott leben, reifen, vorwärts gehen. Neufeld, Schwarzenfeld 2007 (2. Auflage)
- Hören in der Stille. Praxis meditativer Gottesdienste. Vandenhoeck & Ruprecht, Göttingen 2009 (Neu erhältlich auch als E-Book)

### Als Mitautor
- Mit Ulrike Büchs und Jakob Frey: Zwischenhalt. Merker im Effingerhof, Lenzburg 1994. ISBN 978-3-85648-112-4
- Mit Samuel Pfeifer: Auf der Suche nach Gesundheit. Chancen und Grenzen der Alternativmedizin. R. Brockhaus, Wuppertal 1996. ISBN 978-3-417-26239-1
- Mit Ulrike Bittner: Ich suche mich in deinen Spuren. Meine Lebensplanung und Gottes Geschichte. Aussaat, Neukirchen 2007. ISBN 978-3-7615-5523-1